# Ordine militare dell'Oman
L'Ordine militare dell'Oman o Ordine dell'Oman (classe militare) è un ordine cavalleresco statale dell'Oman.

## Storia
L'Onorificenza venne fondata nell'ottobre del 1970 dal sultano Qaboos bin Said per ricompensare quanti omaniti o non si fossero distinti per servizi militari e di difesa nazionale a favore dell'Oman. L'Ordine venne creato innanzitutto per commemorare l'indipendenza di lì a poco completamente raggiunta dall'Oman dall'impero coloniale inglese.
Lo statuto dell'ordine venne modificato nel 1976 e nuovamente nel 1982. Esso ha una controparte militare nell'Ordine civile dell'Oman. I due ordini, assieme, formano simbolicamente l'"Ordine dell'Oman".

## Classi
L'ordine dispone delle seguenti classi di benemerenza:
- Membro di I Classe
- Membro di II Classe
- Membro di III Classe
- Membro di IV Classe
- Membro di V Classe

## Insegne
- La medaglia dell'Ordine consiste in una stella a cinque punte composta da punte di lancia arabescate smaltate di bianco. Al centro si trova un tondo blu scuro riportante due spade arabe incrociate in smalto bianco e tutto attorno un anello a smalto rosso. Il tenente al nastro è composto di una piuma d'argento.
- La placca è composta da una stella a sei punte composta da punte di lancia arabescate smaltate di rosso bordate d'argento ed intercalate da spade incrociate argentee. Al centro si trova un tondo argenteo col monogramma del sultano regnante, circondato da un anello smaltato di rosso e da uno blu scuro con inciso il motto dell'ordine in argento.
- Il nastro è blu con due strisce rosse per parte.